# Silkesporing
Silkesporing (Postia sericeomollis) är en svampart som först beskrevs av Lars Gunnar Torgny Romell, och fick sitt nu gällande namn av Jülich 1982. Postia sericeomollis ingår i släktet Postia och familjen Fomitopsidaceae.   Inga underarter finns listade i Catalogue of Life.
I den svenska databasen Dyntaxa används istället namnet Oligoporus sericeomollis för samma taxon.  Arten är reproducerande i Sverige.